# Xu Guangqi
Xu Guangqi (em chinês tradicional: 徐光啟) ou Paulo Siu ou ainda Paulo Xu (1562 - 1633) foi um mandarim, agrónomo, astrónomo e matemático chinês e católico na dinastia Ming. Foi o chinês mais influente convertido ao cristianismo antes do século XX.
Ele é um dos "Três Pilares do Catolicismo Chinês", com Li Zhizao e Yang Tingyun, os três convertidos pelos jesuítas durante as missões nos século XVI e XVII. A Igreja Católica Romana o considera um Servo de Deus.

## Nome
Xu Guangqi é a romanização em pinyin da pronúncia em mandarim do nome chinês de Xu. Seu nome é escrito Hsü Kuang-ch'i usando o sistema de Wade-Giles. Seu nome de cortesia era Zixian e seu pseudônimo era Xuanhu. Nos registros dos jesuítas, é este último que é usado como seu nome chinês, na forma "Siù Hsven Hú".
Em sua conversão, ele adotou o nome de batismo Paulo (latim: Paulus). Em chinês, sua transcrição é empregada como uma espécie de nome de cortesia (ou seja, Xu Baolu) e os jesuítas às vezes se referiam a ele como "Siù Pao Lò" ou Ciù Paulus. Mais frequentemente, no entanto, eles o descrevem como "Doutor Paulo" (latim: Doctor Paulus), "Nosso Paulo" (latim: noster Paulus), ou "Paul Siu" ou "Ciu".

## Biografia
Nascido no atual distrito de Songjiang, Xu veio de uma família de agricultores relativamente pobre. Seu pai trabalhava na agricultura e no ensino e conseguiu mandar o filho para a escola.
O jovem Xu estudou arduamente e se esforçou ao máximo para se destacar na escola. Foi aprovado no exame civil de nível distrital aos 19 anos, mas posteriormente não conseguiu obter diplomas superiores por um longo período.
Em 1596, Xu foi apresentado ao catolicismo quando conheceu o jesuíta Lazzaro Cattaneo em Guangzhou, e em 1600 visitou Matteo Ricci em Nanquim. Ele visitou o complexo de Nanquim novamente em 1603 para aprender doutrinas cristãs e foi batizado de "Paulo" pelo missionário jesuíta João da Rocha. Xu obteve seu grau de jinshi, o nível mais alto no exame de serviço público, em 1604.
Xu Guang-qi acreditava que a matemática chinesa já estava em declínio há algum tempo, atribuindo o declínio à negligência acadêmica no aprendizado prático e também a uma confusão entre matemática e numerologia. Quando Ricci foi autorizado a se estabelecer em Pequim a partir de 1601, Xu foi um dos estudantes chineses ensinados pelo jesuíta.

Ele se tornou o primeiro de seus compatriotas a traduzir livros europeus para o chinês, traduzindo, com Ricci, livros ocidentais sobre matemática, hidráulica e geografia. Sua tradução mais famosa foi "Os Elementos" de Euclides (Jihe yuanben), que exerceu grande influência na matemática chinesa.

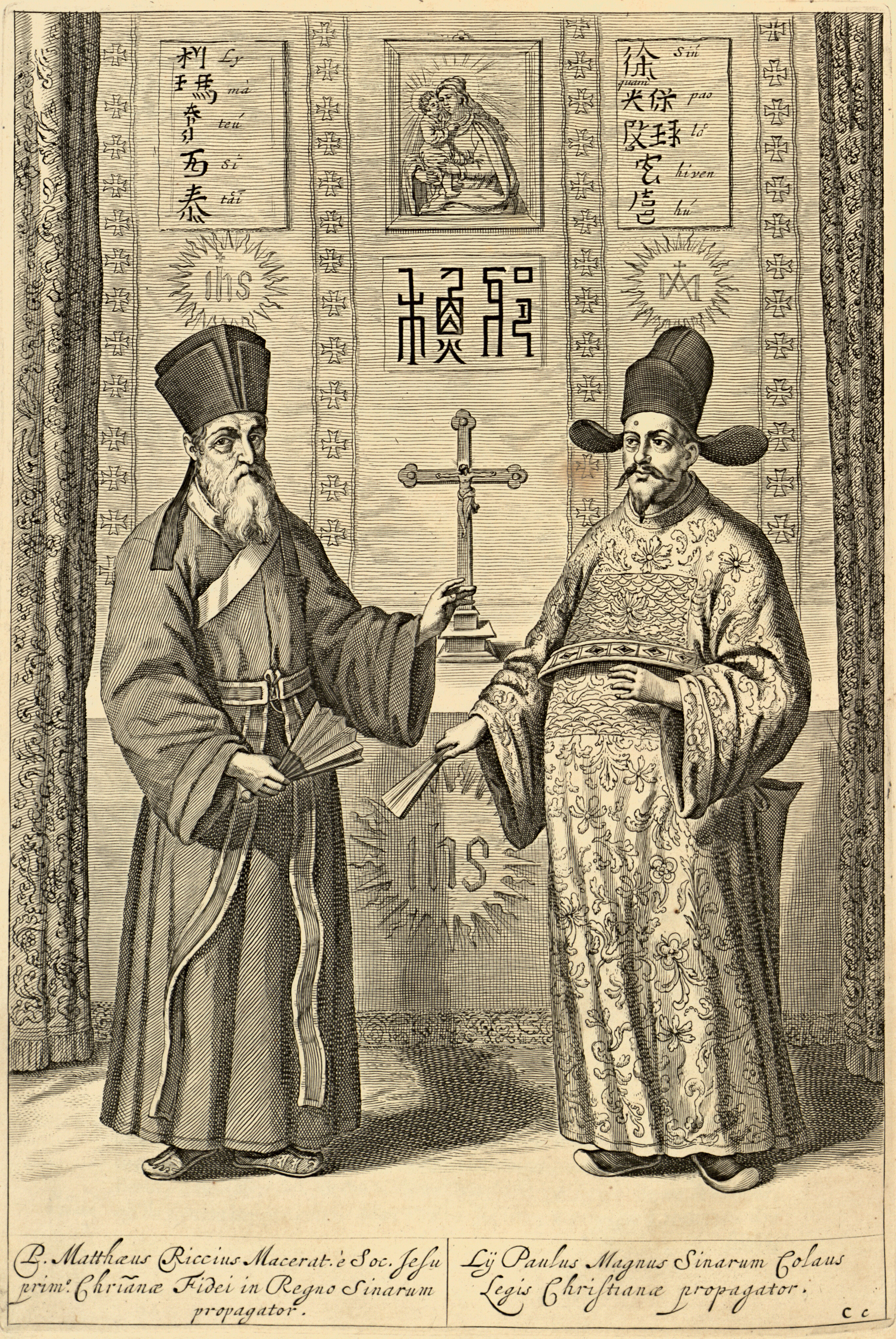
Matteo Ricci (esquerda) e Xu Guangqi (徐光啟) (direita), na edição chinesa dos Elementos de Euclides (幾何原本). Impresso em 1607.

A abordagem chinesa à matemática era altamente prática e, para tentar encaixar os Elementos nessa tradição, Xu Guang-qi explicou em seu prefácio como o conteúdo se aplicava ao problema do calendário, à música e à tecnologia. A maioria dos leitores permaneceu incrédula. No entanto, a nova terminologia chinesa que ele teve que inventar para ponto, curva, reta paralela, ângulo agudo, ângulo obtuso, etc. (conceitos estranhos à matemática chinesa, pois não havia palavras chinesas para eles) logo se tornou parte da matemática chinesa, assim como o estilo das figuras geométricas, em particular os caracteres que Xu Guang-qi escolheu para rotulá-las.
Dada sua conversão ao cristianismo por Ricci, Xu adotou a posição de que a cultura chinesa era inferior à do Ocidente, em particular, em sua tradição matemática. Ele previu que em breve todos na China estudariam os Elementos, e nisso estava amplamente correto, visto que escolas ocidentais foram criadas na China, nas quais o estudo dos elementos era um tópico obrigatório.
Em 1607, quando Xu iniciou um período de luto de três anos em casa após a morte do pai, dedicou muito tempo a experimentos nos campos da família. Também em 1607, Xu convidou Cattaneo para Xangai. Ele construiu uma pequena igreja ao lado de sua casa. Em cerca de dois anos, principalmente pela persuasão de Xu, havia 200 novos membros. Quando Xu retornou a Pequim em 1610, Ricci havia morrido de doença. Xu mudou-se para Tianjin e continuou a aprender ciência europeia com Sabbatino De Ursis e outros missionários jesuítas.
Em 1616, quando o magistrado Shen Que, de Nanquim, escreveu ao Imperador Wan Li para reclamar dos missionários, acusando os jesuítas de abrigarem motivações equivocadas na China e solicitando sua expulsão, Xu escreveu uma carta longa e elaborada em sua defesa, que se tornou um clássico para os católicos chineses. Xu também sugeriu a maneira de acomodar os missionários e como os magistrados chineses deveriam governá-los. O memorando de Xu recebeu o selo imperial de "anotado". A influência de sua carta refletiu-se no fato de que nenhuma ação foi tomada pelo Imperador após a submissão do primeiro memorando de Shen Que.
Em 1622, Xu solicitou uma longa licença médica e novamente dedicou grande parte do seu tempo a experimentos agrícolas. Como resultado, Xu acumulou vasta experiência prática na agricultura.enriquecendo muito o tratado agrícola que ele estava escrevendo. Em 1628, ele foi chamado de volta para servir na corte imperial.
Em 1629, Xu finalmente obteve um alto cargo como resultado de uma competição promovida pelo governo para determinar quem conseguiria prever com mais precisão a hora de um eclipse solar programado para ocorrer naquele ano. Das três escolas concorrentes — a chinesa (ou Datong Li), a muçulmana e a ocidental — a abordagem ocidental, representada por Xu, provou ser a mais precisa, e ele foi nomeado um dos principais ministros do imperador. Ele já estava interessado na reforma do calendário antes de conhecer Ricci, e com sua vitória, o imperador Chongzhen então o nomeou responsável pela reforma do calendário. Quatro jesuítas europeus auxiliaram Xu Guang-qi, mas o processo de reforma não havia sido concluído após sua morte em 1633 e foi assumido por Li Tang-jing, se tornando conhecido como o calendário Chongzhen. É notável por introduzir sistematicamente os conceitos e o desenvolvimento da matemática e astronomia europeias na China pela primeira vez, incluindo extensas traduções e referências aos Elementos de Euclides e às obras de Nicolau Copérnico, Johannes Kepler, Galileu Galilei e Tycho Brahe, cujo sistema Tychonico foi usado como sua principal base teórica.
Xu ascendeu em importância até eventualmente se tornar o principal ministro na Corte Imperial da Dinastia Ming e ficou conhecido no final de sua carreira simplesmente como "O Ministro". Ele convenceu o imperador a usar tropas e armas de fogo ocidentais contra as forças invasoras manchus. Os manchus, no entanto, logo adquiriram armas ocidentais e, em 1644, ocuparam toda a China. Após a morte de Xu, o catolicismo romano nunca mais alcançou tamanha influência na China.
Entre os muitos escritos e artigos que Xu deixou para trás estava o Nongzheng Quanshu, ou Tratado Completo de Agricultura, obra monumental sobre a agricultura chinesa, com 700 mil palavras. O texto foi finalmente revisado e editado por um grupo de alunos de Xu e publicado em 1639, seis anos após sua morte.
Johann Adam Schall von Bell ficou com Xu durante sua doença final em 1633 e supervisionou o retorno de seu corpo à sua família em Xangai. Lá, foi exibido publicamente em sua villa até 1641, quando foi enterrado "em um momento de dificuldade".

## Família
O único filho de Xu foi John Xu (t徐驥, s徐骥, Xú Jì), cuja filha era Candida Xu (徐甘第大, Xú Gāndìdà; 1607–1680). Uma cristã devota, ela foi reconhecida como uma importante patrona do cristianismo em Jiangnan durante o início da era Qing. O jesuíta Philippe Couplet, que trabalhou em estreita colaboração com ela, compôs sua biografia em latim. Esta foi publicada em tradução francesa como Uma História da Senhora Cristã da China, Cândida Hiu (Histoire d'une Dame Chrétienne de la Chine, Cândida Hiu) em 1688. Seu filho era Basil Xu, que serviu como oficial sob a dinastia Qing.

## Legado
Em 1933 e 1983, acadêmicos na China e a Igreja Católica Chinesa realizaram vários serviços memoriais e publicaram livros comemorativos em sua homenagem. Em 1983, 350 anos após sua morte, o governo local ergueu uma estátua de mármore em frente ao seu túmulo e inaugurou um parque com seu nome, o Jardim Guangqi. O apoio comunista vocal a esses memoriais foi visto como um sinal de apoio às políticas de Deng Xiaoping de abertura e modernização da China.
A maioria dos tratamentos chineses de sua vida e legado, no entanto, concentra-se em seu desejo de progresso científico, tecnológico e político e seu efeito sobre o desenvolvimento chinês, enquanto os tratamentos ocidentais quase universalmente atribuem grande importância à sua conversão e identidade cristãs.
Em 1933, no 300º aniversário da morte de Xu Guangqi, a Diocese de Xangai planejou preparar sua beatificação. No entanto, o plano foi arquivado devido à invasão japonesa da China. Na primavera de 2010, o Bispo Aloysius Jin Luxian, da Diocese de Xangai, colocou novamente a causa de Xu Guangqi na pauta e estabeleceu o "Comitê Preparatório para a Beatificação de Xu Guangqi". 
Sua causa de beatificação, por suas virtudes heroicas, recebeu o rescrito de “nihil obstat” em 8 de abril de 2011, sendo a partir de então, portanto, Servo de Deus. Em 15 de abril de 2011, o porta-voz do Vaticano Federico Lombardi anunciou o início de um processo de beatificação para Xu Guangqi, que está paralisado.

Em 9 de maio de 2023, o cardeal secretário de Estado Pietro Parolin inaugurou e abençoou as estátuas do padre Matteo Ricci e do doutor Paul Xu Guangqi, um presente da associação dos católicos chineses amigos do padre Ricci e Xu Guanqi, na fachada da catedral de Macerata.